# Хітроу-Термінал 4 (станція метро)
51°27′34″ пн. ш. 0°26′49″ зх. д. / 51.459444° пн. ш. 0.446944° зх. д.
Хітроу-Термінал 4 (англ. Heathrow Terminal 4) — станція метро лінії Пікаділлі Лондонського метрополітену. Станція відноситься до 6 тарифної зони. Станція була відкрита 12 серпня 1986 року разом з новим терміналом аеропорту. Станція має одну берегову платформу. Всі потяги лінії Пікаділлі працюють в циклі одноколійної петлі, яка веде з Хаттон-Крос через термінал 4 і термінали 2 і 3 та знову до Хаттон-Крос.

## Виходи та пересадки
Вихід до терміналу 4 аеропорту Хітроу. 
Пересадки:
- на автобуси оператора London Buses № 482 та 490.
- Станцію залізниці Хітроу-Термінал 4 що обслуговує потяг Хітроу-Експрес